# 建物
建物（たてもの、英: building）とは、土地に定着する建造物（工作物）のうち、屋根および周壁を有するもののこと。
建物は土地の定着物である、とすることは世界的に共通するが、欧米諸国の法の下では、「建物は土地と一体をなすもの」とされているのに対し、日本の民法の下では、「建物は、土地とは別個の不動産」とされている。

## 工学上の建物
近代的な建物の構造設計は、構造形態の発想が最初にあり、構造デザイン・構造計算による安全性の検証、そこから設計図書の作成・施工と進むのが一般的である。
各建物に固有の定量的な性能に損傷限界と安全限界がある。損傷限界とは建物の寿命中に一度はありうるであろう風雪や地震などによる中程度の力が加わった時でも補修を必要としない限界をいう。損傷限界はそのような風雪や地震などの作用があっても、人々が安全にその建物を使用できること（安全性の維持）、建物の使い勝手が変わらないこと（使用性の維持）、建物の劣化が早まらないこと（耐久性の維持）を要件とする。また、安全限界とは建物の寿命中に極めて稀にありうるであろう風雪や地震などによる力が加わった時でも建物の内部や外部にいる人の最低限の安全性を確保できること（建物が倒壊したり外壁が脱落飛散したりしないこと）をいう。

## 法制上の建物

### 日本の法規と建物

#### 不動産登記法における建物
不動産のうち、土地に定着した建造物。不動産登記実務上、建物の要件として外気分断性（壁等で囲まれていること）、定着性（土地に定着していること）、用途性（建物としてその用途性あること）が必要である。最近では、不動産として取引性があることも求められる（たとえば、展示用の建物は、不動産ではない。）。

#### 会計上の建物
事業のために取得した建築物を会計上の固定資産として計上する勘定科目。
建物及び暖房、照明、通風等の付帯設備を含む。棚卸資産となる販売用建物を除き、耐用年数に応じて減価償却しなければならない。

#### 税務会計上の建物
減価償却資産の耐用年数等に関する省令別表第一に定める減価償却資産の種類。
電気設備等の附属設備は建物附属設備として別の種類であるから、税務会計上の建物とは、附属設備を除く建物本体のことを意味する。
税務会計上の建物を明確に定義した規定は存在しないため、実務的には不動産登記における建物の定義によることが多い。
建物の構造・用途・細目により法定耐用年数が細かく定められている。
平成10年4月以後に取得および増築した建物の償却方法は、定額法のみであるが、建物附属設備は平成10年4月以後の取得であっても定率法による減価償却を選択できる。
- 住宅 - 寄宿舎用建物（寮）の法定耐用年数は住宅用建物とは別に設定されているが、固定資産税の評価としては住宅に該当する。
- 事務所 - 事務所用建物とは、人間が事務作業や打ち合わせをするための建築物である。工場や店舗の中で事務作業をする区画は、建物の単位としては工場の一部または店舗の一部にすぎないため、建物の用途としては事務所以外の工場や店舗となる。
- 倉庫 - 倉庫とは、物品の保管のみを目的とした建築物である。倉庫は防災上の基準等が他の用途の建物とは大きく異なるため、用途の変更には多額の費用を要することが多い。冷蔵倉庫、化学薬品等の影響を受ける倉庫の法定耐用年数は通常の倉庫用建物より短く、自動車、自転車などの車両用倉庫は車庫用建物となる。サイロは、税務上の減価償却資産としては構築物に該当するため、通常は建物としない。屋外に設置する物置きは、土地への定着性と規模により、備品として扱うか建物とするか総合的に判断する。
- 店舗 - 店舗とは、一般消費者に対する商行為の現場となる建築物である。小売店や飲食店そのもののほか、金融機関・運輸業・その他サービス業の一般消費者に対する受付窓口用建物も店舗と呼ぶ。企業間取引専用の受付窓口は、支店や営業所であっても店舗とは呼ばないことが多い。政府機関・地方公共団体・学校・医療機関・宗教団体その他非営利団体の受付窓口は、店舗とは呼ばない。
- 工場 - 工場用建物とは、物品の加工・組立・修繕作業を目的とした建築物である。設計所用建物・研究所用建物は工場用建物ではない（耐用年数の適用等に関する取扱通達2-1-1）。工場の構内にある守衛所、詰所、監視所、タイムカード置場、自転車置場、消火器具置場、更衣所、仮眠所、食堂（簡易なものに限る。）、浴場、洗面所、便所その他これらに類する建物は、工場用の建物としてその耐用年数を適用することができる（耐用年数の適用等に関する取扱通達2-1-10）。造船所の造船台は、建物ではなく構築物である。
- 校舎 - 校舎とは、教育用の建築物である。一般的な校舎には、座学による集合教育のために受講者の机と椅子を整然と並べた部屋（教室）があるが、実習教育用の部屋には様々な様式がある。
- 宿泊所 - 宿泊所とは、来客や集合研修のために寝食を提供する現場となる建築物である。旅館用・ホテル用建物の法定耐用年数は別に定めがある。客船は、建物ではなく船舶である。
- 車庫 - 車庫とは、車両の保管を目的とした場所である。車庫のうち、屋根と壁により一定の風雨を防ぐ構造の建築物が車庫用建物である。

#### 地方税における家屋
固定資産税の課税対象となる土地、家屋、償却資産のうちの家屋のこと。
税務会計上の建物および建物附属設備は原則として家屋に含まれ、屋外の構築物は原則として償却資産に含まれる。

#### 関連法令
- 不動産登記法
- 建築基準法
- 地方税法
- 減価償却資産の耐用年数等に関する省令

### アメリカ合衆国
アメリカ合衆国では建築規制は各州の責任とされており、建築規則の策定・公布・執行は州と地方自治体が行っている。民間機関のICC（The International Code Council）がモデル建築コードIBC（International Building Code）を作成しており、他に住宅コード、防火（消防）コード、省エネルギーコード、配管コード、機械コード、既存建築物コード、ゾーニングコードなども作成している。ほとんどの自治体はモデル建築コードIBCを使用しているが古い版のままの場合もあるなど基準は統一されていない。

### ヨーロッパ

#### イギリス
イングランドおよびウェールズの場合、1984年建築法（Building Act 1984）があり、さらに2010年建築規則（Building Regulations 2010）、2010年建築（認定検査人等）規則、2010年建築（地方自治体費用）規則の枠組みがある。
建築規則の適合性の審査は、地方レベルの建築規制機関（Building Control Bodies ：BCB）による場合と民間認定検査人建築規制（private sector Approved Inspector
Building Control ：AIBC）制度による場合があり建築許可を得る方法はそれぞれ異なる。

#### フランス
フランスでは都市法典（Code de Ubanisme：CU）、住宅・建設法典（Code de Construction et d’Habitation：CCH）、1977年1月3日付建築に関する法律第77-2号（Loi n°77-2 du 3 janvier 1977 sur l'architecture：LoiArch）などによる法規制がある。
建設・住宅法典などに基づき「居住用建物」「特殊建築物（高層建築物を含む）」など種類ごとに法定技術基準が定められている。
1978年のスピネッタ法は建築物使用適性に関して建設関係者が10年間の損害賠償責任を負うこと、建設関係者は「義務的責任保険」へ加入すること、建築物所有者は「義務的損傷修復保険」へ加入することを義務付けている。

#### ドイツ
ドイツでは資産の扱い等に関する規則を制定する権限は連邦政府にあるが建築規制法令の制定権限は州にある。

#### EU
EUでは建設製品の性能についてCEマーク（CE marking）によって表示する建設製品規則（ Construction Products Regulation ：CPR）が定められている。
また、建築物のエネルギー性能の改善を促すため建築物のエネルギー性能に関する指令（Energy Performance of Buildings Directive：EPBD）が出されている。